# Well
『Well』（ウェル）は、チューリップの通算21枚目のアルバム。1989年2月21日発売。

## 解説
解散を決めた上で「別れ」をテーマに制作されたアルバムで、第2期以降続いていた刺々しさが薄らいだ、柔らかい仕上がりになっている。
また、同年の解散ツアー「FINAL TOUR "Well"」には安部俊幸と姫野達也がゲストとして帯同したが、スペシャルサンクスとしてこのアルバムのクレジットに名を連ねており、姫野と思わしきコーラスが入っているなど、レコーディング自体にも参加している可能性が高い。
前年のライブはわずか8回に終わったが、「FINAL TOUR "Well"」は北海道から九州まで合計26回行われ、ライブ・アルバムも制作された。一時は封印していた往年のヒットナンバーを中心に披露した結果、離れていたファンを呼び戻すことに成功し、解散前に何とか面目を施した形となった。

## 収録曲
SIDE 1
1. さよならメロディ
  - 作詞／作曲：高橋裕幸　編曲：チューリップ　ボーカル：高橋裕幸
  - 同年のツアーや高橋がソロになってからも演奏された楽曲で、チューリップファンのみならず、高橋のファンからの人気も高い。
  - アルバムの1曲目として収録されたことについて当時、高橋は「うれしい」と語っていた。
  - 作曲の一部に財津がかかわっている説がある。
2. ストロベリー・スマイル
  - 作詞／作曲：財津和夫　編曲：チューリップ　ボーカル：財津和夫
  - 同日にシングルとして発売された楽曲だが、ミックスが異なる他、ボーカルやコーラスも別テイクが用いられている。  
シングルのページも参照。
3. Crossing
  - 作詞／作曲：宮城伸一郎　編曲：チューリップ　ボーカル：宮城伸一郎
  - 同年のツアーでも演奏された楽曲。
  - 曲名は交差点を英語にしたものにしようと調べ、「crossing」が選ばれた。
4. 3月29日花曇り
  - 作詞／作曲：高橋裕幸　編曲：チューリップ　ボーカル：高橋裕幸
  - 「桜の咲く頃」であり、かつ好きな数字である「29」を組み合わせて「3月29日」となった。
5. 逢う度に逢いたい
  - 作詞／作曲：財津和夫　編曲：チューリップ　ボーカル：財津和夫

SIDE 2
1. STATION
  - 作詞／作曲：丹野義昭　編曲：チューリップ　ボーカル：丹野義昭
  - 同時に発売されたシングルのカップリング曲として発売された楽曲で、同一テイクが収録されている。  
シングルのページも参照。
2. My endless love song
  - 作詞／作曲：宮城伸一郎　編曲：チューリップ　ボーカル：宮城伸一郎
  - 当時、釣りを始めた宮城が自然の大切さを実感し書いた楽曲。
3. ブルー・ヴェルヴェット・イン・ブルー
  - 作詞／作曲：財津和夫　編曲：チューリップ　ボーカル：財津和夫
  - 映画「ブルーベルベット」で流れる『ブルーベルベット』に捧げるつもりで書かれた楽曲。
  - 2014年の財津のソロツアーでは、メドレーの一部として演奏された。
4. This is my home town
  - 作詞／作曲：財津和夫　編曲：チューリップ　ボーカル：財津和夫
  - ニューヨークへ故郷の福岡のホテルから手紙を書いているという設定の楽曲。
  - コーダ部分ではアレンジされたこのアルバムの楽曲がメドレー形式で収録されている。
5. Well（Mr.Good-bye）
  - 作詞／作曲：財津和夫　編曲：チューリップ　ボーカル：財津和夫
  - アルバムのタイトル曲であり、最後を飾る曲。
  - 歌詞の中には「魔法の靴」が登場するなど、デビュー曲を意識しつつ最後を締めくくっている。
  - 当時エグゼクティブプロデューサーを務めていた飯塚恆雄は、解散後時間を経てこの曲をチューリップのベスト曲として挙げている。
  - 同年のツアーでは演奏はされず、コンサートの本編のラストにこの曲をBGMにメンバーが退場した。

## クレジット
PRODUCED BY TULIP（KAZUO ZAITSU, SHINICHIRO MIYAGI, YOSHIAKI TANNO, HIROYUKI TAKAHASHI）
DIRECTED BY KEN OKADA(TRIAD)
RECORDED & MIXED BY HIROSHI “WHO” FUJITA
ENGINEERED BY TATSUYA SHIMOKAWA, HIROSHI MIYAUCHI, MASAHIRO HIRANO
EXECUTIVE PRODUCERS: TSUNEO IIZUKA(TRIAD), KAZUO ZAITSU
ARTIST MANAGEMENT: SHUNJI UENO
PROGRESS DIRECTOR: YOSHIHIRO TAKAHASHI
PROMOTION STAFF: TOMONORI KAMBE(TRIAD)
MUSICIAN COORDINATOR: KAZUO SUDO, TADASHI YOSHIDA(HOT WAVE)
KAZUO ZAITSU (Vocal, Gut Guitar, Electric Guitar, Tambourine),
SHINICHIRO MIYAGI (Vocal, Bass Guitars, Acoustic Guitar, Tambourine),
YOSHIAKI TANNO (Vocal, Keyboard, Piano),
HIROYUKI TAKAHASHI (Vocal, Percussion)
ADDITIONAL MUSICIANS:
EIJI SHIMAMURA(Drums),
FUJIMARU YOSHINO(Electric Guitar),
KOHICHI TANI(Acoustic Guitar),
MITSUO MATSUMOTO(Electric Guitar),
TAKU KITAHARA(Chorus),
YOSHIHIRO TAKAHASHI(Tambourine)
ALL SONGS ARRANGED AND PRODUCED TULIP
ART DIRECTOR: HARUO KOGUCHI(NIPPON COLIMBIA)
PHOTOGRAPHER: YOSHIHITO YAMAGUCHI
HAIR & MAKE-UP: KAZUNORI YOSHIDA, YASUYUKI MORITA
STYLIST: MIYOKO ONIZUKA
COSTUME SUPPLIER: SPAGGIARE, ARTIGIANO
SPECIAL THANKS TO: ALL OF YOU FOR YOUR EVERLASTING LOVE AND SUPPORT
TOSHIYUKI ABE(courtesy of KING RECORDS), TATSUYA HIMENO(courtesy of KING RECORDS)
THANKS TO: STEINBERGER(ZEN-ON), KURZWEIL(HAMMOND SUZUKI Ltd.)
PRESENTED BY CRICKET
I dedicate this record to the TULIP who cannot help bowing on the phone 
We’ll